# داسو ميستير
داسو ميستير  (بالإنجليزية: Dassault Mystère)‏ هي مقاتلة-قاذفة أنتجت في 1951 بفرنسا. من صناعة داسو للطيران. كانت تستخدم بشكل أساسي من قبل القوات الجوية الفرنسية. كان أول طيران لها في 23 فبراير 1951. دخلت الخدمة في 1954، انتهت خدمتها في 1963. صنع منها 171 طائرة.